# Národní park Kolsajská jezera
Národní park Kolsajská jezera (kazašsky Көлсай көлдері ұлттық паркі) se nachází v Almatské oblasti Kazachstánu. Národní park byl zřízen 7. února 2007 a patří do sítě biosférických rezervací UNESCO. Leží v pohoří Ťan-šan 120 km jihovýchodně od Almaty. Výchozím místem pro turistické výpravy do národního parku je vesnice Saty. Průsmykem Sary Bulak je možno přejít hranici do Kyrgyzstánu.
Národní park má rozlohu 1610 km², z toho 72 procent je v režimu přísné ochrany. Nadmořská výška se pohybuje mezi 1800 a 3500 metry nad mořem. V oblasti se nachází trojice jezer vytvořených sesuvy půdy, které přehradily říčku Kolsaj. Jezera mají velmi čistou vodu a dosahují až osmdesátimetrové hloubky. Dalším pozoruhodným jezerem je Kaindy, které vzniklo při zemětřesení v roce 1911 a z vody zde trčí kmeny stromů zaplavených při vzestupu hladiny. Oblast patří k ekoregionu ťanšanských horských luk a stepí, má vlhké kontinentální podnebí s mírnými léty a chladnými zimami. 
Žije zde irbis, medvěd plavý, argali altajský, orel skalní, orlosup bradatý, sup himálajský a pěnčík středoasijský. Jezera jsou domovem četných pstruhů. Na území parku bylo zaznamenáno 704 druhů rostlin, např. smrk Schrenkův, dřišťál iliský nebo trýzel velkokvětý. Oblast okolo jezer je také proslulá velkým bohatstvím hub.